# BinckBank Tour 2020
16. ročník cyklistického závodu BinckBank Tour se konal mezi 29. zářím a 3. říjnem 2020 v Belgii. Celkovým vítězem se stal Nizozemec Mathieu van der Poel z týmu Alpecin–Fenix. Na druhé a třetí místo se dostali Dán Søren Kragh Andersen (Team Sunweb) a Švýcar Stefan Küng (Groupama–FDJ).
Závod se měl původně konat od 31. srpna do 6. září 2020 v Belgii a Nizozemsku, ale musel být o měsíc odložen kvůli pandemii covidu-19. Po 1. etapě, která se konala výhradně v Belgii, organizátoři závodu oznámili, že budou zrušeny všechny etapy procházející přes území Nizozemska kvůli zpřísnění koronavirových opatření. Z toho důvodu byla bez náhrady zrušena 2. etapa, start a trasa 3. etapy byly převedeny čistě na belgické území a 4. etapa byla zrušena a nahrazena individuální časovkou.

## Týmy
Závodu se zúčastnilo celkem 24 týmů. Všech 19 UCI WorldTeamů bylo pozváno automaticky a muselo se zúčastnit závodu. Společně s pěti UCI ProTeamy tak utvořili startovní peloton složený z 24 týmů. Každý tým přijel se sedmi jezdci, kromě týmů Astana, Groupama–FDJ a Ineos Grenadiers, které přijely s šesti jezdci. Movistar Team přijel pouze s pěti jezdci. Celkem se na start postavilo 163 jezdců. Do cíle v Geraardsbergenu dojelo 94 jezdců.
UCI WorldTeamy
- AG2R La Mondiale
- Astana
- Bahrain–McLaren
- Bora–Hansgrohe
- CCC Team
- Cofidis
- Deceuninck–Quick-Step
- EF Pro Cycling
- Groupama–FDJ
- Israel Start-Up Nation
- Lotto–Soudal
- Mitchelton–Scott
- Movistar Team
- NTT Pro Cycling
- Ineos Grenadiers
- Team Jumbo–Visma
- Team Sunweb
- Trek–Segafredo
- UAE Team Emirates

### UCI ProTeamy
- Alpecin–Fenix
- Bingoal–Wallonie Bruxelles
- Circus–Wanty Gobert
- Sport Vlaanderen–Baloise
- Total Direct Énergie

## Trasa a etapy
| Etapa         | Datum         | Trasa                                       | Vzdálenost         | Typ                | Typ                                 | Vítěz                      |
| ------------- | ------------- | ------------------------------------------- | ------------------ | ------------------ | ----------------------------------- | -------------------------- |
| 1             | 29. září      | Blankenberge – Ardooie                      | 132,1 km           |                    | Rovinatá etapa                      | Jasper Philipsen (BEL)     |
| 2             | 30. září      | Vlissingen – Vlissingen                     | 11 km              |                    | Individuální časovka                | Zrušeno                    |
| 3             | 1. října      | Philippine Aalter – Aalter                  | 165,7 km157 km     |                    | Rovinatá etapa                      | Mads Pedersen (DEN)        |
| 4             | 2. října      | Riemst – Sittard-Geleen Riemst              | 195,4 km 8,14 km   |                    | Rovinatá etapa Individuální časovka | Søren Kragh Andersen (DEN) |
| 5             | 3. října      | Ottignies-Louvain-la-Neuve – Geraardsbergen | 185 km             |                    | Kopcovitá etapa                     | Mathieu van der Poel (NED) |
| Celková délka | Celková délka | Celková délka                               | 689,2 km 482,24 km | 689,2 km 482,24 km | 689,2 km 482,24 km                  | 689,2 km 482,24 km         |

## Průběžné pořadí
| Etapa          | Vítěz                | Celkové pořadí       | Bodovací soutěž  | Soutěž bojovnosti | Soutěž týmů   |
| -------------- | -------------------- | -------------------- | ---------------- | ----------------- | ------------- |
| 1              | Jasper Philipsen     | Jasper Philipsen     | Jasper Philipsen | Milan Menten      | Alpecin–Fenix |
| 2              | Zrušeno              | Jasper Philipsen     | Jasper Philipsen | Milan Menten      | Alpecin–Fenix |
| 3              | Mads Pedersen        | Mads Pedersen        | Mads Pedersen    | Kenneth Van Rooy  | Alpecin–Fenix |
| 4              | Søren Kragh Andersen | Mads Pedersen        | Mads Pedersen    | Kenneth Van Rooy  | Team Sunweb   |
| 5              | Mathieu van der Poel | Mathieu van der Poel | Mads Pedersen    | Kenneth Van Rooy  | Alpecin–Fenix |
| Konečné pořadí | Konečné pořadí       | Mathieu van der Poel | Mads Pedersen    | Kenneth Van Rooy  | Alpecin–Fenix |

- Ve 3. etapě nosil Mads Pedersen červený trikot, protože lídr bodovací soutěže Jasper Philipsen nosil zelený dres pro lídra celkového pořadí.
- Ve 4. a 5. etapě nosil Jasper Philipsen červený trikot, protože lídr bodovací soutěže Mads Pedersen nosil zelený dres pro lídra celkového pořadí.

## Konečné pořadí
| Legenda | Legenda                           | Legenda | Legenda                             | Legenda | Legenda                           |
| ------- | --------------------------------- | ------- | ----------------------------------- | ------- | --------------------------------- |
|         | Označuje vítěze celkového pořadí. |         | Označuje vítěze soutěže bojovnosti. |         | Označuje vítěze bodovací soutěže. |

### Celkové pořadí
| Pořadí | Jezdec               | Tým                   | Čas         |
| ------ | -------------------- | --------------------- | ----------- |
| 1      | Mathieu van der Poel | Alpecin–Fenix         | 10h 43’ 08” |
| 2      | Søren Kragh Andersen | Team Sunweb           | + 8”        |
| 3      | Stefan Küng          | Groupama–FDJ          | + 23”       |
| 4      | Yves Lampaert        | Deceuninck–Quick-Step | + 1’ 16”    |
| 5      | Mads Pedersen        | Trek–Segafredo        | + 1’ 21”    |
| 6      | Sonny Colbrelli      | Bahrain–McLaren       | + 1’ 42”    |
| 7      | Florian Sénéchal     | Deceuninck–Quick-Step | + 1’ 45”    |
| 8      | Mike Teunissen       | Team Jumbo–Visma      | + 1’ 49”    |
| 9      | Florian Vermeersch   | Lotto–Soudal          | + 1’ 59”    |
| 10     | John Degenkolb       | Lotto–Soudal          | + 2’ 02”    |

### Bodovací soutěž
| Pořadí | Jezdec               | Tým                   | Body |
| ------ | -------------------- | --------------------- | ---- |
| 1      | Mads Pedersen        | Trek–Segafredo        | 74   |
| 2      | Mathieu van der Poel | Alpecin–Fenix         | 58   |
| 3      | Jasper Philipsen     | UAE Team Emirates     | 55   |
| 4      | Søren Kragh Andersen | Team Sunweb           | 49   |
| 5      | Stefan Küng          | Groupama–FDJ          | 42   |
| 6      | Stefan Bisseger      | EF Pro Cycling        | 39   |
| 7      | Danny van Poppel     | Circus–Wanty Gobert   | 38   |
| 8      | Tim Merlier          | Alpecin–Fenix         | 27   |
| 9      | Yves Lampaert        | Deceuninck–Quick-Step | 25   |
| 10     | Oliver Naesen        | AG2R La Mondiale      | 25   |

### Soutěž bojovnosti
| Pořadí | Jezdec               | Tým                        | Body |
| ------ | -------------------- | -------------------------- | ---- |
| 1      | Kenneth Van Rooy     | Sport Vlaanderen–Baloise   | 28   |
| 2      | Dries De Bondt       | Alpecin–Fenix              | 19   |
| 3      | Pim Ligthart         | Total Direct Énergie       | 16   |
| 4      | Oscar Riesebeek      | Alpecin–Fenix              | 16   |
| 5      | Brian van Goethem    | Lotto–Soudal               | 15   |
| 6      | Mathieu van der Poel | Alpecin–Fenix              | 12   |
| 7      | Ludovic Robeet       | Bingoal–Wallonie Bruxelles | 12   |
| 8      | Jonas Rickaert       | Alpecin–Fenix              | 12   |
| 9      | Adrien Petit         | Total Direct Énergie       | 12   |
| 10     | Florian Sénéchal     | Deceuninck–Quick-Step      | 10   |

### Soutěž týmů
| Pořadí | Tým                   | Čas         |
| ------ | --------------------- | ----------- |
| 1      | Alpecin–Fenix         | 32h 14’ 44” |
| 2      | Deceuninck–Quick-Step | + 15”       |
| 3      | AG2R La Mondiale      | + 1’ 09”    |
| 4      | Lotto–Soudal          | + 1’ 31”    |
| 5      | Circus–Wanty Gobert   | + 2’ 12”    |
| 6      | Groupama–FDJ          | + 3’ 23”    |
| 7      | Cofidis               | + 3’ 34”    |
| 8      | EF Pro Cycling        | + 3’ 49”    |
| 9      | Ineos Grenadiers      | + 4’ 15”    |
| 10     | UAE Team Emirates     | + 4’ 54”    |